# Таежна мухоловка
Таежна мухоловка (Ficedula albicilla) е вид птица от семейство Muscicapidae.

## Разпространение и местообитание
Разпространен е в Бангладеш, Бутан, Виетнам, Индия, Казахстан, Камбоджа, Китай, Лаос, Малайзия, Мианмар, Монголия, Непал, Русия, Таджикистан, Тайланд, Узбекистан и Япония.